# Crash Bandicoot 2: Cortex Strikes Back
Crash Bandicoot 2: Cortex Strikes Back (с англ. — «Крэш Бандикут 2: Кортекс наносит ответный удар») — игра в жанре платформера, разработанная компанией Naughty Dog и изданная Sony Computer Entertainment для игровой системы PlayStation в 1997 году. Продолжение игры Crash Bandicoot. В Японии игра получила название Crash Bandicoot 2: Counterattack of Cortex!
Действие игры Crash Bandicoot 2 происходит на вымышленной группе островов вблизи Австралии и рассказывает о приключениях антропоморфного бандикута по имени Крэш. Крэша похищает злодей серии, доктор Нео Кортекс, который обманом заставляет Крэша поверить в то, что доктор хочет спасти мир. Крэш отправляется в несколько частей острова Н. Санити, чтобы собрать кристаллы, которые позволят Кортексу сдержать силу грядущего планетарного соединения и уберечь Землю от уничтожения. Сестра Крэша Коко и бывший помощник Кортекса доктор Нитрус Брио пытаются предупредить его об истинном замысле, причём Брио просит Крэша собирать драгоценные камни вместо кристаллов.
Cortex Strikes Back получила положительные отзывы от критиков и считается лучше своей предшественницы. Хвалебные отзывы были уделены качественной графике, удобству управления и музыкальному сопровождению. Несмотря на это, критики негативно отзывались о недостаточном разнообразии уровней, слишком простых боссов и отсутствии инноваций в жанре платформеров. Игра стала одной из самых продаваемых на игровой системе PlayStation, а в Японии к апрелю 1998 года было продано более 800 000 экземпляров. В 2017 году была выпущена обновлённая версия игры в составе сборника Crash Bandicoot N. Sane Trilogy.

## Игровой процесс
Cortex Strikes Back — видеоигра в жанре платформера, в которой игрок управляет Крэшем Бандикутом, главным героем одноимённой серии. Целью игры является сбор 25 кристаллов для Доктора Нео Кортекса, заклятого врага Крэша. Кристаллы разбросаны по 25 различным уровням, доступными через комнаты-хабы «Warp Rooms». Целью прохождения каждого уровня является поиск пурпурного кристалла, спрятанного на нём, и достижения конца пути. Каждая комната-хаб содержит пять уровней, а после их завершения игрок должен победить босса, прежде чем получить доступ к следующей комнате-хабу. Игроку даётся определённое количество жизней, которые теряются при нападении противника, при падении в воду или в яму. Потеря игроком всех жизней приводит к концу игры.
Крэш умеет прыгать высоко в воздух и наскакивать на противников, крутиться волчком для отбрасывания противников с экрана, скользить по земле и выполнять удар телом для ломания определённых объектов. Также Крэш может прыгать выше обычного, если совершает прыжок сразу после скольжения. Все приёмы могут использоваться для атаки противников. Тактики различаются в зависимости от противников; например, на черепах с иглами сверху нельзя напрыгивать, только ударять во вращении волчком, а на врагов с шипами по сторонам можно только напрыгнуть. Также есть враги, которых можно поразить только скольжением — такие, как ходячие плащеносные ящерицы и высокие роботы с раскалёнными полусферами сверху.
Ящики играют важную роль в Cortex Strikes Back и могут быть разбиты всеми способностями Крэша. Большинство ящиков в игре содержат «фрукты Вумпа» (англ. Wumpa Fruit), которые при сборе ста из них дают игроку дополнительную жизнь. Ящики с изображением Аку-Аку даруют защитную маску, способную защитить Крэша от одного контакта с врагом или опасностью. При сборе трёх масок подряд Крэш получает временную неуязвимость ко всем мелким угрозам. Ящики со стрелками, направленными вверх, в случае напрыгивания на них подбрасывают Крэша в воздух дальше, чем он обычно может дотянуться, и их можно разбить только с помощью вращения волчком. Ящики с нарисованным восклицательным знаком на них вызывают застывание ранее неосязаемых объектов. Ящики с надписью TNT на них взрываются после напрыгивания на них, которое запускает обратный отсчёт в три секунды, а Nitro-ящики взрываются от любого физического контакта. Также все Nitro-ящики на уровне могут быть взорваны разом при активации зелёного ящика с нарисованным восклицательным знаком. Ящики контрольных точек при открытии позволяют Крэшу вернуться к ним после потери жизни. Если игроку удастся уничтожить все ящики, включая Nitro-ящики и ящики на альтернативных маршрутах, то он получит драгоценный камень. Некоторые драгоценные камни можно получить и другим способом, например, дойдя до конца уровня за определённое время или завершив уровень, не разбив ни одного ящика.
В игре также присутствуют так называемые «бонусные пути» (англ. Bonus Path), обозначаемые платформами с вопросительным знаком. Эти пути ведут в скрытые части уровня, где игрок может собирать фрукты Вумпа и дополнительные жизни. Однако, если Крэш погибает или падает за край экрана на таком пути, игрок теряет все собранные предметы и возвращается на основной уровень, при этом сохранив накопленные до этого момента жизни.

## Сюжет
Крэш Бандикут сбрасывает доктора Нео Кортекса с его воздушного корабля в пещеру, заполненную светящимися кристаллами. Уверившись в то, что они обладают огромной силой, доктор берёт один из кристаллов и возвращается в свою лабораторию. Год спустя Кортекс и его новый помощник доктор Эн-Джин строят в космосе модернизированную, работающую на кристаллах космическую станцию Cortex Vortex. Джин сообщает, что для достижения максимальной мощности станции им нужно ещё 25 кристаллов, а на Земле у них не осталось ни одного оперативника. Тогда Кортекс придумывает план, как заставить Крэша достать для него кристаллы.
Тем временем младшая сестра Крэша, Коко, просит его достать новый аккумулятор для её ноутбука, но Крэша похищают в процессе. Оказавшись в древней портальной комнате, которая имеет выход в несколько мест по всему миру, Крэш встречается с голографической проекцией доктора Кортекса. Кортекс объясняет Крэшу, что предстоящее соединение планет может вызвать солнечный поток катастрофических масштабов. Он убеждает Крэша собрать розовые энергетические кристаллы в каждой из комнат, чтобы помочь Кортексу использовать энергию кристаллов для предотвращения катастрофы. Тем временем бывший помощник Кортекса, доктор Нитрус Брио, также появляется в виде голограммы и сообщает Крэшу, что по всему миру разбросаны прозрачные и цветные драгоценные камни, которые можно использовать в качестве альтернативного источника энергии против Кортекса. Однако Брио предупреждает, что он будет использовать все свои силы, чтобы помешать Крэшу собирать больше кристаллов. В процессе сбора кристаллов Крэш сталкивается с различными врагами, включая Риппера Ру, Братьев Комодо и Тайни Тигра, которые пытаются помешать выполнению задания.
Пока Крэш собирает кристаллы, его сестра Коко взламывает систему голографической связи чтобы предостеречь Крэша от излишнего доверия Кортексу. В итоге Кортекс приказывает Крэшу передать собранные кристаллы своему помощнику Эн-Джину. Однако Крэш уничтожает меху Эн-Джина, что приводит Кортекса в ярость. После сбора всех 25 кристаллов Коко удаётся установить надёжное соединение и раскрыть истинный план Кортекса: использовать энергию солнечного потока, создаваемого соединением планет, чтобы запитать гигантский Cortex Vortex, построенный на космической станции, и подчинить себе всех жителей Земли. В финальной битве Крэш добирается до Кортекса в космосе и обезвреживает его, тем самым предотвращая катастрофу. После этого, благодаря помощи доктора Брио, Крэш помогает активировать работающий на энергии собранных драгоценных камней лазер, который разрушает Cortex Vortex.

## Разработка
Работа над игрой Cortex Strikes Back началась в октябре 1996 года с бюджетом в размере 2 миллиона долларов и длилась 13 месяцев. Концепт-арт игры, включая дизайн окружающей среды, был нарисован командой Naughty Dog, состоящей из Боба Рафеи, Эрика Ивасаки, Эрика Пангилинана, Шарлотты Фрэнсис и Джейсона Рубина. Вначале разработчики планировали добавить туман на джунглевые уровни, но в итоге отказались от этой идеи. Причиной стала критика в прессе, направленная на других разработчиков, которые использовали туман для маскировки ограничений графики в своих играх. Вместо этого для этих уровней были проведены эксперименты с акцентированием солнечного света и глубины пространства. Канализационные уровни были добавлены для внесения разнообразия в игру и были оформлены с использованием контрастных цветов чтобы придать глубину сценам и избежать однообразия канализационных труб. Поскольку в Sony Computer Entertainment Japan выразили дискомфорт по поводу Тавны, «суперсексуальной» подруги Крэша из первой игры, в Naughty Dog придумали Коко Бандикут. Первые наброски Коко были нарисованы Чарльзом Зембилласом 18 марта 1997 года.
Для разработки игры Энди Гэвин, один из создателей серии Crash Bandicoot, создал усовершенствованный игровой движок, названный «Game-Oriented Object LISP 2» (GOOL 2). Этот новый движок превосходил своего предшественника по производительности в три раза. Благодаря этому он мог обрабатывать в десять раз больше кадров анимаций и вдвое больше полигонов, что значительно улучшило графику игры. Кроме того, был разработан специальный плоский z-буфер, чтобы корректно отображать водные поверхности и грязь в джунглях. Это требовало, чтобы эти элементы были абсолютно плоскими и горизонтальными, без каких-либо волн или наклонов. Этот графический приём применялся в основном для объектов на переднем плане, таких как Крэш, некоторые враги и отдельные элементы сцены, например, коробки.
Саундтрек к игре Cortex Strikes Back был написан Джошем Манселлом из группы Mutato Muzika, в то время как звуковые эффекты были записаны студией Universal Sound Studios, в составе которой работали Майк Голлом, Рон Хорвиц и Кевин Спирс. Персонажи были придуманы Чарльзом Зембилласом из компании American Exitus. Доктора Нео Кортекса озвучил Клэнси Браун, Коко Бандикут озвучила Вики Винтерс, а Брендан О’Брайен озвучил Крэша Бандикута, Доктора Эн-Джина и Доктора Нитруса Брио. Игра была представлена на выставке Electronic Entertainment Expo в Атланте, штат Джорджия, в июне 1997 года.
Игра перешла в альфа-стадию разработки в августе 1997 года. Примерно в то же время к команде Naughty Dog присоединился Дэн Арей, главный дизайнер игры Gex: Enter the Gecko, который оптимизировал игровой дизайн уровней. В игру была добавлена система «Dynamic Difficulty Adjustment», которая автоматически корректировала сложность игры в зависимости от действий игрока, обеспечивая балансировку уровня сложности. Международная ассоциация разработчиков игр (IGDA) считает процесс тестирования Crash Bandicoot 2 важным этапом в развитии области исследования пользовательского опыта в играх. Выпуск игры в Северной Америке состоялся 6 ноября 1997 года. В японской версии игры создатели были вынуждены изменить одну из анимаций смерти Крэша, в которой он расплющивался в ошеломлённую голову с ногами. Причиной стало совпадение с нераскрытыми на тот момент реальными убийствами в Японии, когда убийца оставлял после себя отрубленные головы и обувь своих жертв.

## Критика
| Сводный рейтинг       | Сводный рейтинг |
| Агрегатор             | Оценка          |
| --------------------- | --------------- |
| GameRankings          | 88,54 %         |
| Иноязычные издания    |                 |
| Издание               | Оценка          |
| EGM                   | 8,5 из 10       |
| GameSpot              | 8,6 из 10       |
| Русскоязычные издания |                 |
| Издание               | Оценка          |
| «Страна игр»          | 8 из 10         |
| Великий Dракон        | 5 из 5          |

Игра Crash Bandicoot 2: Cortex Strikes Back получила положительные оценки критиков. Major Mike из журнала GamePro отмечал, что несмотря на то, что основа игрового процесса осталась прежней, значительные графические улучшения и новые игровые возможности выдвинули её в лидеры среди платформеров для PlayStation. Он оценил игру в 4,5 баллов из 5 за управление и удовольствие от игры, а также выставил максимальные 5 баллов за графику и звук. Джон Броуди из GameSpot полагал, что игра превзошла свою предшественницу, особенно выделив новую концепцию комнаты с порталами, улучшенные возможности сохранения игры и разнообразие уровней. В обзоре игры в Electronic Gaming Monthly мнения рецензентов разделились: Шон Смит и Крэйг Куджава высоко оценили игру как хорошее продолжение, отметив её улучшенную графику и повышенный уровень сложности. В то же время Дэн Хсу и Келли Рикардс посчитали игру отличной, но слишком похожей на первую часть. В IGN высоко оценили управление и уменьшение линейности игры, а также более интуитивные бонусные уровней. Марк Кук из Game Revolution назвал игру «бесспорно увлекательной». Журнал Next Generation охарактеризовал Crash 2 как игру, которая иногда вызывает разочарование, но всегда вознаграждает за успешно выполненные задания, что делает её «привлекательной для поклонников платформеров». Дмитрий Эстрин из «Страны игр» очень положительно оценил игру, назвав её «лучшим продолжением аркадной игры, которое когда-либо было».
Графика игры была тепло встречена критиками. Major Mike из GamePro назвал её значительным прорывом по сравнению с первой частью, отмечая детализацию анимаций и эффекты, такие как отражения на льду. Джон Броуди из GameSpot высоко оценил графику, посчитав её лучшей среди игр для PlayStation, а команда IGN назвала её «великолепной». Шон Смит из Electronic Gaming Monthly положительно отозвался о яркости, анимации и световых эффектах. Марк Кук из Game Revolution отметил отсутствие катсцен, так как вся игра «прекрасно рендерилась на лету», и предположил, что она «может установить новые стандарты графического качества для PlayStation». Он также отметил «безупречность» анимации и «идеальность» персонажей и окружения. Звуковое оформление игры также было хорошо воспринято критиками. Джон Броуди из GameSpot похвалил музыкальное сопровождение, сказав, что по его мнению, оно не могло быть лучше. Марк Кук выделил роль Клэнси Брауна в озвучке Доктора Нео Кортекса, отметив, что его работа придала игре комичный и сатирический характер. Major Mike также высоко оценил актёрскую работу Брауна и посчитал, что музыка в игре, напоминающая смесь саундтрека «Криминального чтива» и музыки рок-группы The B-52s, идеально подходила для каждого уровня.
По мелким вопросам мнения критиков разделились. Броуди из GameSpot указал на сложности с ориентацией в частично трёхмерном пространстве, отметив, что игроки часто промахиваются при прыжках из-за невозможности правильно оценить дистанцию. Он также раскритиковал элементы «проб и ошибок» в игровом процессе, назвав их «недостаточно продуманными», и добавил, что в некоторых местах игрокам приходится терять много жизней, пока они не запомнят расположение элементов уровня. Смит и Рикардс отметили, что управление хорошо работает с аналоговым джойстиком, но кажется менее точным при использовании обычного геймпада, который на тот момент был стандартом для PlayStation. В то же время Major Mike из GamePro утверждал, что обычный геймпад «работает не хуже, а иногда даже лучше» аналогового. Команда IGN выразила мнение, что дизайн уровней мог бы быть более разнообразным, отметив, что «джунгли, снег и водные» окружения позаимствованы из предыдущей игры и используются многократно. Они также назвали боссов «обидно простыми». Major Mike касательно боссов также подчеркнул, что они, хоть и выглядят впечатляюще, предсказуемы и не представляют сложности. При этом, Дмитрий Эстрин положительно отозвался о «разнообразии» уровней и врагов. Марк Кук выразил мнение, что игра, следуя примеру предыдущей части, не внесла значительных инноваций в жанр, заявив, что «первый Crash был очень похож на платформеры 16-битной эпохи, но с лучшей графикой, и вторая часть не сильно отходит от этого». Он также охарактеризовал лентикулярную обложку игры как «чрезвычайно странную», утверждая, что получил сильную головную боль после того как рассмотрел её вживую.
Игра Crash Bandicoot 2: Cortex Strikes Back была номинирована на премии «Игра года на консолях» (англ. Console Game of the Year) и «Лучшая экшн-игра на консолях» (англ. Console Action Game of the Year) на первой церемонии вручения премии Interactive Achievement Awards.
Crash Bandicoot 2 оказалась коммерчески успешным проектом. По состоянию на конец февраля 1998 года, общие продажи игры составили 1 миллион экземпляров в США, 800 тысяч в Японии и 340 тысяч в Европе. К 1999 году было отгружено 4,08 миллиона копий игры по всему миру; из них 1,49 миллиона были проданы в Северной Америке, по данным NPD Group. К декабрю 2007 года продажи в США достигли 3,78 миллиона, а в Японии — 1,3 миллиона, что сделало Cortex Strikes Back одной из самых продаваемых игр на PlayStation. Успех игры привёл к её переизданию в 1998 году в рамках линейки Sony Greatest Hits и в 1999 году в линейке Platinum Range. В Японии игра стала самым продаваемым западным тайтлом, превысив 800 тысяч копий к апрелю 1998 года.
Cortex Strikes Back была изначально выпущена в европейском PlayStation Network 26 июля 2007 года, но затем была временно снята с продажи 7 августа 2007 года вместе с Spyro 2: Gateway to Glimmer и MediEvil в качестве предосторожности, когда у последних двух игр возникли технические проблемы. Игра была выпущена 10 января 2008 года в североамериканском PlayStation Network и перевыпущена 2 февраля 2011 года в европейском PlayStation Network. На выставке E3 2016 Sony объявила, что в честь 20-летия серии первые три игры будут переизданы студией Vicarious Visions в сборнике под названием Crash Bandicoot N. Sane Trilogy. Этот сборник был выпущен 30 июня 2017 года для игровой системы PlayStation 4.

## Публикации
- Universal. Crash Bandicoot 2: Cortex Strikes Back Instruction Booklet (англ.). — Sony Computer Entertainment, 1997. — ISBN 0-06-083305-X.